# Чувашская Кулатка
Чувашская Кулатка (чув. Чӑваш Кӑлатки) — село в Старокулаткинском районе Ульяновской области России, в составе Старокулаткинского городского поселения.
Население - 531 (2010)

## История
Основано в конце XVII века. 
В Списке населённых мест Российской империи по сведениям за 1859 год упоминается как казённое сельцо Чувашская Кулатка Хвалынского уезда Саратовской губернии, расположенное при речке Карагуже по тракту из квартиры первого стана в квартиру второго стана на расстоянии 35 вёрст от уездного города. В населённом пункте насчитывалось 86 дворов, проживали 335 мужчины и 364 женщины, имелся православный молитвенный дом. 
В 1868 году была построена церковь Дмитрия Солунского. 
Согласно переписи 1897 года в Чувашской Кулатке проживали 2006 жителей (975 мужчин и 1031 женщина), из них православных - 2003.
Согласно Списку населённых мест Саратовской губернии 1914 года село относилось к Старо-Лебежайской волости. По сведениям за 1911 год в селе насчитывалось 435 дворов, проживали 2525 жителей (1295 мужчин и 1230 женщин), имелись церковь и министерская школа. В селе проживали преимущественно бывшие государственные крестьяне, чуваши, составлявшие одно сельское общество.

## География
Село находится в пределах Приволжской возвышенности, являющейся частью Восточно-Европейской равнины, при реке Арбалейке (ниже села Бахтеевка) на высоте около 140 метров над уровнем моря. В 1,8 км северо-западнее центра села возвышается горы Суланду высотой 183,6 м над уровнем моря. В радиусе 1,5-3 км севернее и северо-западнее села — широколиственные леса. Почвы — чернозёмы остаточно-карбонатные.
Село расположено примерно в 8,4 км по прямой в восточном направлении от районного центра посёлка городского типа Старая Кулатка. По автомобильным дорогам расстояние до районного центра составляет 11 км, до областного центра города Ульяновска — 220 км. 
Часовой пояс
Чувашская Кулатка, как и вся Ульяновская область, находится в часовой зоне МСК+1. Смещение применяемого времени относительно UTC составляет +4:00.

## Население
Динамика численности населения по годам:
| Годы      | 1859 | 1897 | 1911 | 1989 | 2002 |
| --------- | ---- | ---- | ---- | ---- | ---- |
| Население | 695  | 2006 | 2525 | ≈940 | 633  |

| 2010 |
| ---- |
| 531  |

Национальный состав
Согласно результатам переписи 2002 года чуваши составляли 73% населения села. 
- Ильгачев, Иван Васильевич — Герой Советского Союза, уроженец села.

## Достопримечательности
- Памятник воинам-односельчанам, погибшим в годы Великой Отечественной войны (1970-е годы)[12].